# Lamiiden
Lamiiden is de naam die in de 23e druk van de Heukels' Flora van Nederland gebruikt wordt voor een groep planten. In 2011 heeft de groep naar aanleiding van verder onderzoek de naam Lamiidae gekregen.

## Naamgeving
Het is een vertaling van de naam "lamiids", de alternatieve benaming voor de "euasterids I" uit het APG II-systeem (2003). De Lamiiden horen tot de Asteriden, en dus tot de 'nieuwe' tweezaadlobbigen.
De bedoelde groep was een clade: het is dus geen taxon met een rang of een botanische naam.
In 2011 heeft de clade, evenals de andere clades in het APG III-systeem, naar aanleiding van verder onderzoek de naam Lamiidae gekregen.
Rekening houdend met de extrapolatie van het Nederlandstalig gebied naar de hele wereld zal deze groep bestaan uit:
- clade Lamiiden
familie Icacinaceae
familie Oncothecaceae
familie Vahliaceae
orde Boraginales
orde Garryales
orde Solanales
orde Gentianales
orde Lamiales

## Het APG IV-systeem
In het APG IV-systeem zijn de Lamiiden de groep waarin zich de grootste wijzigingen hebben voorgedaan. Daarin worden tot de Lamiiden gerekend:
- orde Boraginales[2]
- orde Garryales
- orde Gentianales
- orde Icacinales[2]
- orde Metteniusales[2]
- orde Lamiales
- orde Solanales
- orde Vahliales[2]